# Rim Chol-min
Rim Chol-min (ur. 24 listopada 1990 w Sinŭiju) – północnokoreański piłkarz występujący na pozycji napastnika w drugoligowym szwajcarskim klubie FC Wil.

## Kariera
Rim Chol-min do FC Wil trafił z koreańskiego klubu Sobaeksu. W 2011 roku zadebiutował w reprezentacji Korei Północnej.